# Il bambino che danzava con le farfalle
Il bambino che danzava con  le farfalle  è un romanzo dello scrittore italiano Demetrio Baffa Trasci Amalfitani di Crucoli, edito da Schena Editore nel 2024.

## Storia editoriale
Il bambino che danzava sulle farfalle è in parte ispirato alle storie sull'Afghanistan raccontate all'autore dalla Principessa India d'Afghanistan, figlia del Re Amānullāh Khān, cui il libro è stato dedicato.
Il libro, scritto nel 2016 ma pubblicato solo molti anni dopo, è ambientato nella Kabul del 2011 e racconta la vita universitaria del giovane studente afghano Basser e della terribile oppressione dei talebani affrontando anche il tema dei Bacha Bazi una forma di schiavitù sessuale e prostituzione minorile messa in atto dai Talebani nei confronti dei ragazzini in età impubere e della terribile condizione delle donne afghane.
(Demetrio Baffa Trasci Amalfitani di Crucoli, Il bambino che danzava con le farfalle)
Il romanzo, ha vinto nell'ottobre 2024 il primo premio della XXVII edizione del premio letterario Valerio Gentile e nel giugno 2025 il premio speciale del presidente al premio Amore sui generis della città di Grosseto.

## Trama
Basser ha 19 anni quando inizia il primo anno universitario a Kabul e, dopo un primo impatto negativo con alcuni compagni di dormitorio, avrà la fortuna di incontrare due fratelli: Mandhur e Sami. Inizierà piano piano a conoscerli arrivando a comprendere che, invece che fratelli, sono una giovane coppia omosessuale. La famiglia di Mandhur ha  adottato molti anni prima l’orfano Sami che, già in passato Bacha Bazi e poi cresciuto in casa come un secondo figlio, ha finito con il rimanervi nelle vesti del fidanzato di Mandhur.
Verrà invitato a casa loro e imparerà ad affezionarsi a quella famiglia così diversi dalla sua: tanto la famiglia di Basser è tradizionalista quanto quella dei due amici è, invece, filooccidentale e anticonformista. Il padre di Mandhur è un medico di paese mentre la madre è di origine francese e donna dotata di grande cultura e di spirito libero e indomito, a differenza della madre del protagonista.
Sarà il confronto con quella famiglia che aprirà gli occhi al giovane Basser circa la sua vita e la sua natura più intima e da questa scoperta inizierà a maturare l’idea di seguire gli amici nella loro fuga da un paese che lascia loro ben poche aspettative di una vita futura felice. Dopo aver scoperto che il fratello maggiore si è arruolato nelle milizie talebane e una conversazione con la fidanzata-cugina, il protagonista verrà a trovarsi di fronte a quella che forse sarà la scelta più difficile della sua vita: partire o rimanere in Afghanistan.

## Edizioni
- Il Bambino che danzava con le farfalle, collana Pochepagine, Schena Editore, 2024, ISBN 978-8868063382.